# بركان كاجوا
بركان كاجوا هو بركان طبقي يقع في مقاطعة كاغايان الفلبينية. إنه أحد البراكين النشطة في الفلبين وثور مرتين في التاريخ المسجل. كان آخر ثوران للبركان في عام 1907.